# Murdannia yunnanensis
Murdannia yunnanensis är en himmelsblomsväxtart som beskrevs av Hong De-Yuan. Murdannia yunnanensis ingår i släktet Murdannia och familjen himmelsblomsväxter. Inga underarter finns listade.